# Open de Rennes 2021
L'Open de Rennes 2021 è stato un torneo maschile tennis professionistico. È stata la 16ª edizione del torneo, facente parte della categoria Challenger 90 nell'ambito dell'ATP Challenger Tour 2021, con un montepremi di 66 640 €. Si è svolto dal 13 al 19 settembre 2021 sui campi in cemento indoor dell'impianto Le Liberté di Rennes, in Francia.

## Partecipanti

### Teste di serie
| Nazionalità | Giocatore          | Ranking* | Testa di serie |
| ----------- | ------------------ | -------- | -------------- |
| Francia     | Richard Gasquet    | 79       | 1              |
| Francia     | Arthur Rinderknech | 83       | 2              |
| Francia     | Benjamin Bonzi     | 94       | 3              |
| Francia     | Gilles Simon       | 103      | 4              |
| Regno Unito | Andy Murray        | 112      | 5              |
| Francia     | Lucas Pouille      | 133      | 6              |
| Francia     | Grégoire Barrère   | 136      | 7              |
| Rep. Ceca   | Tomáš Macháč       | 143      | 8              |

* Ranking al 30 agosto 2021.

### Altri partecipanti
I seguenti giocatori hanno ricevuto una wild card per il tabellone principale:
- Kyrian Jacquet
- Harold Mayot
- Andy Murray

Il seguente giocatore è entrato in tabellone come alternate:
- Tejmuraz Gabašvili

I seguenti giocatori sono passati dalle qualificazioni:
- Alessandro Bega
- Clément Chidekh
- Manuel Guinard
- Calvin Hemery

I seguenti giocatori sono entrati in tabellone come lucky loser:
- Dan Added
- Mats Rosenkranz

## Campioni

### Singolare
Benjamin Bonzi ha sconfitto in finale  Mats Moraing con il punteggio di 7–6(3), 7–6(3).

### Doppio
Bart Stevens /  Tim van Rijthoven hanno sconfitto in finale  Marek Gengel /  Tomáš Macháč con il punteggio di 6(2)–7, 7–5, [10–3].